# Bogna Koreng
Bogna Koreng (szorbul Bogna Korjenkowa; született 1965-ben Bautzen-ben) szorb műsorvezető.
Bogna Koreng kétnyelvűen (német és szorb) nőtt fel Radiborban. Az érettségi után germanisztikát tanult. Ezután 2 évig a bautzeni Szorb Bővített Középiskolában (Erweiterte Oberschule ma Szorb Gimnázium) tanított és a kórust vezette. Pályafutását 1992-ben szabadúszóként a németországi szorb televíziónál kezdte.
2001 óta a „Wuhldalko” nevű szorb adás műsorvezetője. A bautzeni stúdió vezetője 2003-ban lett.
A 2003-ban rendezett nemzetközi rádió- és televíziófesztiválon, ahol több mint 60 európai nemzeti kisebbség vett részt, műsora 3. helyezést ért el.
Ma Bogna Koreng családjával Panschwitz-Kuckau-ban él.